# 絲滿市
絲滿市（日语：／ Itoman shi */?，琉球語：〔〕／ ）是日本沖繩縣的一個城市，位於沖繩本島的最南端，北鄰豐見城市。絲滿市近年來人口成長快速，城市開發迅速。境內有全長約10公里的通得川從東向西穿越市區。當地過去以捕青花魚而聞名，1982年可讓大型船使用的絲滿漁港完工後，使得水產加工相關產業成為絲滿市的產業之一。
當地以農業、畜牧業、還有以「琉球玻璃村」為代表的玻璃工藝和漆器的產業。絲滿市每年農曆5月4日會舉辦龍舟競賽，農曆8月15日則有海神祭的拔河儀式。絲滿市南部的舊三和村一帶在沖繩島戰役末期戰事最激烈的地區，現已被指定為沖繩戰跡國定公園。

## 地理

### 轄區
| - 阿波根 - 新垣 - 伊敷 - 絲洲 - 絲滿 - 伊原 - 宇江城 - 大里 - 大度 - 賀敷 - 兼城 - 北波平 | - 喜屋武 - 國吉 - 小波藏 - 米須 - 座波 - 潮崎町 - 潮平 - 武富 - 束里 - 照屋 - 豐原 - 名城 | - 西川町 - 西崎 - 西崎町 - 福地 - 真榮里 - 真榮平 - 真壁 - 摩文仁 - 南波平 - 山城 - 與座 |

## 歷史
| 時間     | 行政劃分 | 行政劃分 | 行政劃分 | 行政劃分 | 行政劃分   | 行政劃分   |
| 琉球王國 | 兼城間切 | 兼城間切 | 高嶺間切 | 真壁間切 | 喜屋武間切 | 摩文仁間切 |
| 1900年代 | 絲滿町   | 兼城村   | 高嶺村   | 真壁村   | 喜屋武村   | 摩文仁村   |
| 1910年代 | 絲滿町   | 兼城村   | 高嶺村   | 真壁村   | 喜屋武村   | 摩文仁村   |
| 1920年代 | 絲滿町   | 兼城村   | 高嶺村   | 真壁村   | 喜屋武村   | 摩文仁村   |
| 1930年代 | 絲滿町   | 兼城村   | 高嶺村   | 真壁村   | 喜屋武村   | 摩文仁村   |
| 1940年代 | 絲滿町   | 兼城村   | 高嶺村   | 三和村   | 三和村     | 三和村     |
| 1950年代 | 絲滿町   | 兼城村   | 高嶺村   | 三和村   | 三和村     | 三和村     |
| 1960年代 | 絲滿町   | 絲滿町   | 絲滿町   | 絲滿町   | 絲滿町     | 絲滿町     |
| 1970年代 | 絲滿市   | 絲滿市   | 絲滿市   | 絲滿市   | 絲滿市     | 絲滿市     |
| 1980年代 | 絲滿市   | 絲滿市   | 絲滿市   | 絲滿市   | 絲滿市     | 絲滿市     |
| 1990年代 | 絲滿市   | 絲滿市   | 絲滿市   | 絲滿市   | 絲滿市     | 絲滿市     |
| 2000年代 | 絲滿市   | 絲滿市   | 絲滿市   | 絲滿市   | 絲滿市     | 絲滿市     |

- 1896年4月1日：實施郡區制，為島尻郡轄下兼城間切、高嶺間切、真壁間切、喜屋武間切、摩文仁間切。
- 1908年4月1日：實施島嶼町村制，改設為兼城村、高嶺村、真壁村、喜屋武村、摩文仁村，並從原兼城間切內分割獨立設置絲滿町。
- 1946年4月1日：沖繩島戰役結束後，真壁村、喜屋武村、摩文仁村因戰爭中傷亡過多，使村裡人數過少無法維持運作，因此合併為三和村
- 1961年10月1日：絲滿町、兼城村、高嶺村、三和村合併為新成立的絲滿町。（原有絲滿町與其餘三村皆廢除）
- 1971年12月1日：絲滿町改制為絲滿市。

## 交通

### 道路
| 一般國道 - 國道331號 - 國道507號 主要地方道 - 沖繩縣道77號絲滿與那原線 - 沖繩縣道82號那霸絲滿線 - 沖繩縣道7號奧武山米須線 | 一般縣道 - 沖繩縣道3號線 - 沖繩縣道52號線 - 沖繩縣道54號線 - 沖繩縣道134號線 - 沖繩縣道223號魂魄之塔線 - 沖繩縣道250號絲滿具志頭線 - 沖繩縣道和平道線（預定、編號未定） |

## 觀光景點

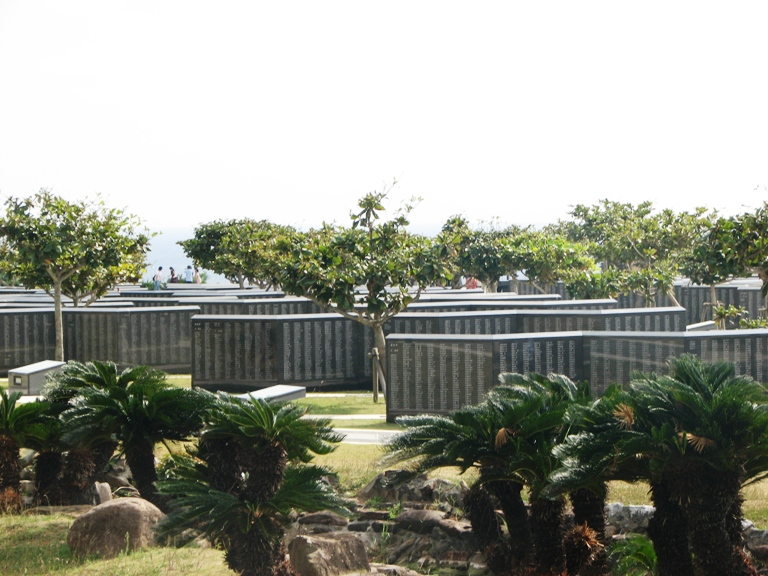
和平之礎

- 沖繩戰跡國定公園
  - 和平祈念公園
  - 沖繩縣和平祈願資料館
  - 沖繩和平祈願堂
  - 姬百合之塔
- 喜屋武岬
- 墨西哥仙人掌公園
- 淨土寺
- 具志川城遺跡
- 琉球玻璃村

## 教育

### 高等學校
| - 沖繩縣立絲滿高等學校 （页面存档备份，存于） | - 沖繩縣立沖繩水產高等學校 （页面存档备份，存于） |

### 中學校
| - 絲滿市立絲滿中學校 （页面存档备份，存于） - 絲滿市立兼城中學校 （页面存档备份，存于） - 絲滿市立高嶺中學校 | - 絲滿市立西崎中學校 - 絲滿市立三和中學校（沖繩島最南端的中學校） - 絲滿市立潮平中學校 （页面存档备份，存于） |

### 小學校
| - 絲滿市立絲滿小學校 - 絲滿市立絲滿南小學校 （页面存档备份，存于） - 絲滿市立兼城小學校 - 絲滿市立喜屋武小學校 - 絲滿市立光洋小學校 | - 絲滿市立米須小學校 - 絲滿市立潮平小學校 （页面存档备份，存于） - 絲滿市立高嶺小學校 （页面存档备份，存于） - 絲滿市立西崎小學校 - 絲滿市立真壁小學校 |

### 特殊學校
- 沖繩縣立西崎養護學校 （页面存档备份，存于）

## 姊妹市・友好都市
- 都農町（宮崎縣）-姊妹市
- 網走市（北海道）-2001年（平成13年）2月5日締結友好都市

## 本地出身之名人
- 神威樂斗：日本藝人
- 石嶺聰子：歌手
- 德元敏：職業棒球選手、日本職棒東北樂天金鷹
- 稻嶺譽：職業棒球選手、日本職棒軟體銀行
- 黑島結菜：日本女演員
- 栽弘義：沖繩水產高教練、兩度率隊奪得甲子園亞軍，事蹟被寫成傳記與翻拍電影「沖縄を変えた男」

## 外部連結
- 维基导游上有關絲滿市（英文）的旅行指南
- OpenStreetMap上有關絲滿市的地理
- 沖繩縣和平祈念館 （页面存档备份，存于）
- 姬百合和平祈念資料館 （页面存档备份，存于）

1. ↑  . 絲滿市政府.   [2024-06-20]. （原始内容存档于2024-06-20） （日语）.